# Arsinoë IV
Arsinoë IV (68/67 v.Chr. - 41 v.Chr.) was de vierde dochter van Ptolemaeus XII Auletes en Cleopatra V en was de zus van Ptolemaeus XIII, Ptolemaeus XIV en Cleopatra VI, Berenice IV en  Cleopatra VII. Toen hun vader stierf wees hij Ptolemaeus XIII en Cleopatra VII aan om samen te regeren over Egypte, maar Ptolemaeus zette Cleopatra snel af en dwong haar om Alexandrië te ontvluchten.
Toen Julius Caesar aankwam in Alexandrië in 48 v.Chr. en voor Cleopatra's kant koos, ontvluchtte Arsinoë de hoofdstad samen met haar mentor Ganymedes en werden lid van het Egyptische leger onder Achillas. Toen Ganymedes en Achillas ruzie kregen, zette Arsinoë Achillas af en zorgde ervoor dat Ganymedes zijn positie kreeg.
Arsinoë werd naar Rome gebracht, waar ze werd gedwongen om zich te vertonen in de triomftocht van Caesar. Hoewel gevangenen meestal werden gewurgd aan het einde van de triomfvaart, spaarde Caesar Arsinoë dat lot. Arsinoë leefde nog een aantal jaren in de tempel van Artemis in Efeze, maar Cleopatra zag Arsinoë als een dreiging voor de Egyptische troon. In 41 v.Chr. liet Marcus Antonius (Cleopatra's geliefde) Arsinoë op de traptreden van de tempel executeren.
Arsinoë kreeg een eervolle begrafenis en een bescheiden tombe. In 1929 vond een archeoloog een tombe met een achthoekig grondplan in Ephese, waarin de resten van een ongeveer 20-jarige vrouw werden aangetroffen. Sommige archeologen vermoeden dat dit de tombe van Arsinoë is.